# Syndrom Abla
Syndrom Abla – stworzone przez Henriego Ellenbergera pojęcie z dziedziny wiktymologii, opisujące jeden z typów tzw. urodzonych ofiar, czyli osób predysponowanych do stania się ofiarą różnego rodzaju przestępstw. Osoba dotknięta tym syndromem czuje się przytłoczona przez własny sukces życiowy i cierpi, mając świadomość, jak duża przepaść dzieli jej życie codzienne od życia osób pokrzywdzonych przez los. Przypadłość na ogół dotyczy osób wyjątkowo majętnych, przez co bardzo rzadko występuje w populacji. 